# Maryvonne de Saint-Pulgent
Maryvonne de Saint-Pulgent, née Le Gallo le 13 mars 1951 à Châlons-sur-Marne, est une haute fonctionnaire, essayiste et musicienne française. 

## Biographie

### Formation et jeunesse
Maryvonne de Saint-Pulgent étudie à l'Institut d'études politiques de Paris puis à l'École nationale d'administration (ENA, promotion Guernica). Elle est également titulaire d'une maîtrise ès lettres.
Elle a poursuivi, parallèlement à ses études, une formation musicale. Premier prix de piano au Conservatoire de Paris, auteur d'ouvrages sur la musique et l'opéra, elle a été professeur associé de musique et musicologie à l'université Paris-IV Sorbonne.
Elle est l'épouse de Noël de Saint-Pulgent, ancien élève de l'École polytechnique et de l'École nationale des ponts et chaussées, président de l'Association d'entraide de la noblesse française de 2002 à 2015.

### Parcours professionnel
À la sortie de l'ENA, elle intègre le tribunal administratif de Paris en tant que conseillère. Elle rejoint ensuite le Conseil d'État au tour extérieur comme maître des requêtes. Elle devient commissaire du gouvernement, est nommée conseillère d'État, puis présidente d'une sous-section du contentieux. Après avoir été membre de la section de l'intérieur, elle est nommée présidente de la section du rapport et des études jusqu'en mars 2017.
De mars 2017 à mars 2020, elle est présidente adjointe de la section de l'Intérieur au Conseil d'Etat.
Elle a été directrice générale du Patrimoine au ministère de la Culture de 1993 à 1997, et directrice de la Caisse nationale des monuments historiques et des sites en parallèle à compter de 1994. Son passage à ce premier poste a été l'occasion d'une réflexion sur la politique culturelle française, exposée dans Le gouvernement de la culture (1999). Elle préside, depuis 2007, le Comité d'histoire du ministère de la Culture.

### Parcours universitaire
Elle a été chargée du cours de politique culturelle à l'IEP de Paris. Elle a enseigné au 3e cycle Management des entreprises culturelles de la Burgundy School of Business. 
Par décret du président de la République en date du 7 mars 2008, elle a été nommée professeure associée à mi-temps à l'université Aix-Marseille-III (disciplines juridiques, politiques, économiques et de gestion).
Le 4 juin 2013, elle est nommée présidente du jury du concours d'entrée à l'ENA de 2013,,.
Membre du conseil d'administration de l'IEP d'Aix à partir du printemps 2015, elle en est élue présidente à la fin du mois d'avril et succède alors à Christine Lagarde.
Depuis 2016, elle est présidente du conseil d'administration de l'Institut d'études supérieures de la musique Europe et Méditerranée.

### Autres fonctions
Elle a été présidente du conseil d'administration du théâtre national de l'Opéra-Comique et du conseil d'administration de l'Institut géographique national,. 
Elle a été membre du conseil d'administration de l'Établissement public du musée d'Orsay et du musée de l'Orangerie (2008-2016) ainsi que de celui du Centre national du cinéma (jusqu'en juin 2023). Elle fut nommée le 26 décembre 2011 présidente de la Maison de l'Histoire de France mais il fut mis fin sur sa demande à cette fonction le 28 septembre 2012 à la suite de l'annonce fin août par Aurélie Filippetti, la ministre de la Culture, de l'abandon du projet, conformément au programme de François Hollande, le nouveau président de la République.
Elle est depuis le 9 juin 1993 correspondante de l'Académie des beaux-arts dans la section de composition musicale.
Elle a été éditorialiste à l'hebdomadaire Le Point et elle est chroniqueuse et productrice sur France Culture.
Depuis 2005, elle est présidente de la Fondation des Treilles.
Depuis 2017, elle est présidente du Comité du contentieux fiscal, douanier et des changes.
Avec son époux, elle a été membre du Club de l'horloge. Présente à sa réunion fondatrice, le 10 juillet 1974, elle a participé à la commission Biologie et à la rédaction de La Politique du vivant. Elle l'a quitté en 1979, devant le refus des autres membres de l'intégrer au conseil d'administration, mais « sans désaccord idéologique avec [s]es positions élitistes et biologistes » selon Philippe Lamy.

## Ouvrages
- La Jurisprudence communale, Le Dictionnaire communal, 1979
- Avec Denis Jeambar, George Gershwin, Paris, Mazarine, 1982
- Le Syndrome de l'opéra, Paris, Robert Laffont, 1991
- Le Gouvernement de la culture, Paris, Gallimard, 1999
- Avec Pierre-Jean Benghozi et Thomas Paris, Mondialisation et diversité culturelle : le cas de la France, Paris, 2003, 84 p., Notes de l'Ifri 51, série « Réactions et réponses à la mondialisation ».
- Avec Pierre Joxe, Serviteur de la République : entretiens avec Maryvonne de Saint-Pulgent, Paris, L'Aube, 2008
- Culture et communication, les missions d'un grand ministère, Paris, coll. « Découvertes Gallimard/Culture et société » (no 539), 2009
- L'Opéra-comique : le gavroche de la musique, Paris, coll. « Découvertes Gallimard/Arts » (no 567), 2010
- Dir. avec Élie Barnavi, Cinquante ans après : culture, politique et politiques culturelles : colloque du cinquantenaire du ministère de la Culture et de la Communication des 13, 14 et 15 octobre 2009, Paris, Comité d'histoire du ministère de la Culture et des institutions culturelles-La Documentation française, 2010
- Jack Lang, batailles pour la culture : dix ans de politiques culturelles, Paris, Comité d'histoire du ministère de la Culture et des institutions culturelles-La Documentation française, 2013
- L'Énergie et la passion. Jacques Toubon dialogue avec Maryvonne de Saint-Pulgent, La rumeur libre, 2022
- La Gloire de Notre-Dame : la foi et le pouvoir, Paris, Gallimard, Bibliothèque illustrée des histoires, 2023. Prix Victor-Hugo 2024[23], Prix du Mémorial, grand prix littéraire d'Ajaccio 2024, Prix François Guizot-Institut de France 2024, prix de la Grande Loge de France 2025.
- Notre-Dame vue par les peintres, Rouen, éditions des Falaises, 2024.
- Les musiciens et le pouvoir en France. De Lully à Boulez, Gallimard, 2025.

## Décorations
- Commandeure de la Légion d'honneur (2012)[24].
- Commandeure de l'ordre national du Mérite (2009)[25]
- Commandeure de l'ordre des Arts et des Lettres (1993)[26]